# Ağaköy, Çat
Ağaköy là một xã thuộc huyện Çat, tỉnh Erzurum, Thổ Nhĩ Kỳ.